# Đình thần Mỹ Phước

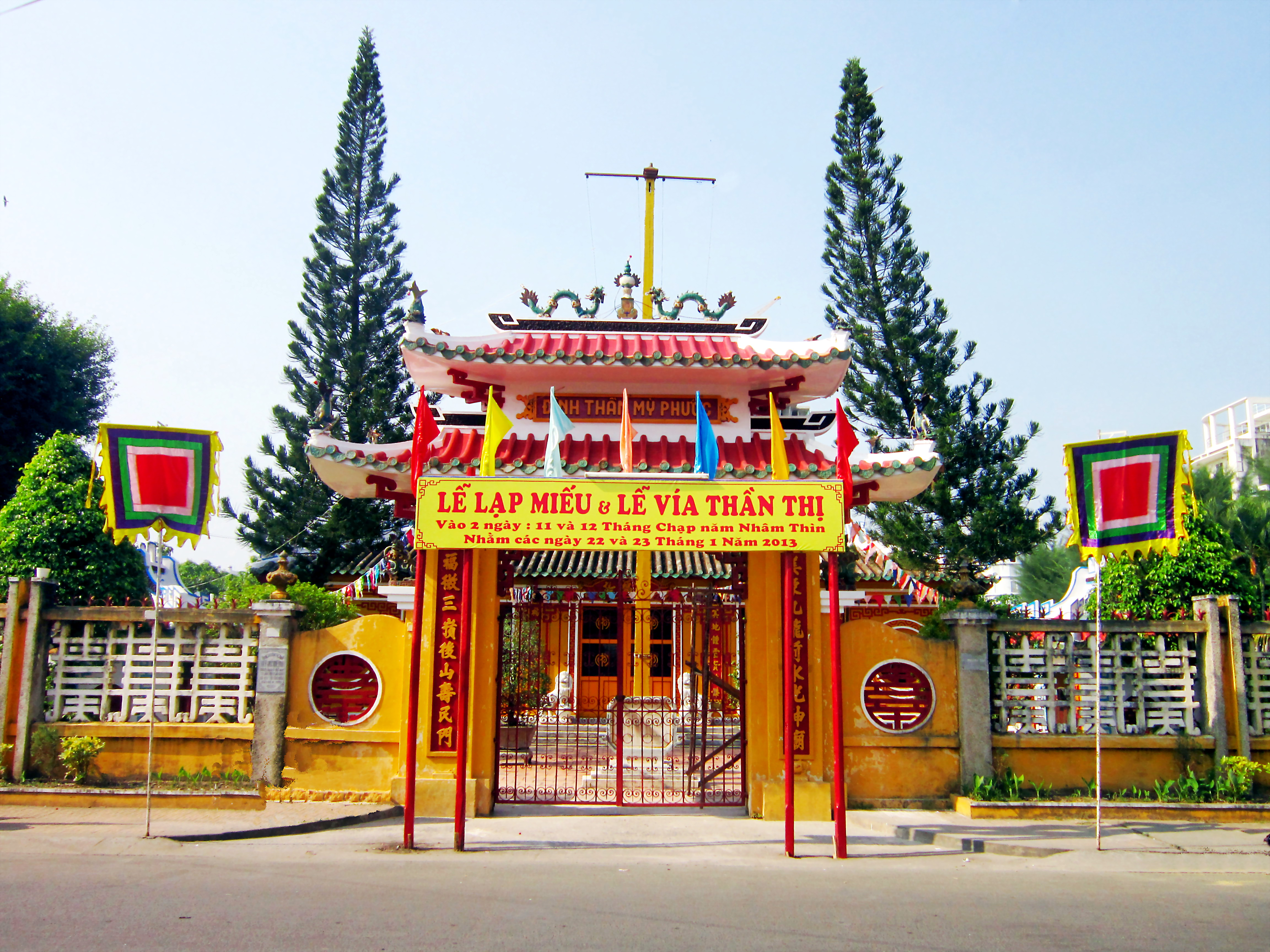
Đình Mỹ Phước

Đình Mỹ Phước là một ngôi đình khang trang, bề thế và là một di tích kiến trúc nghệ thuật cấp quốc gia của tỉnh An Giang, Việt Nam.

## Ảnh

Đình Mỹ Phước
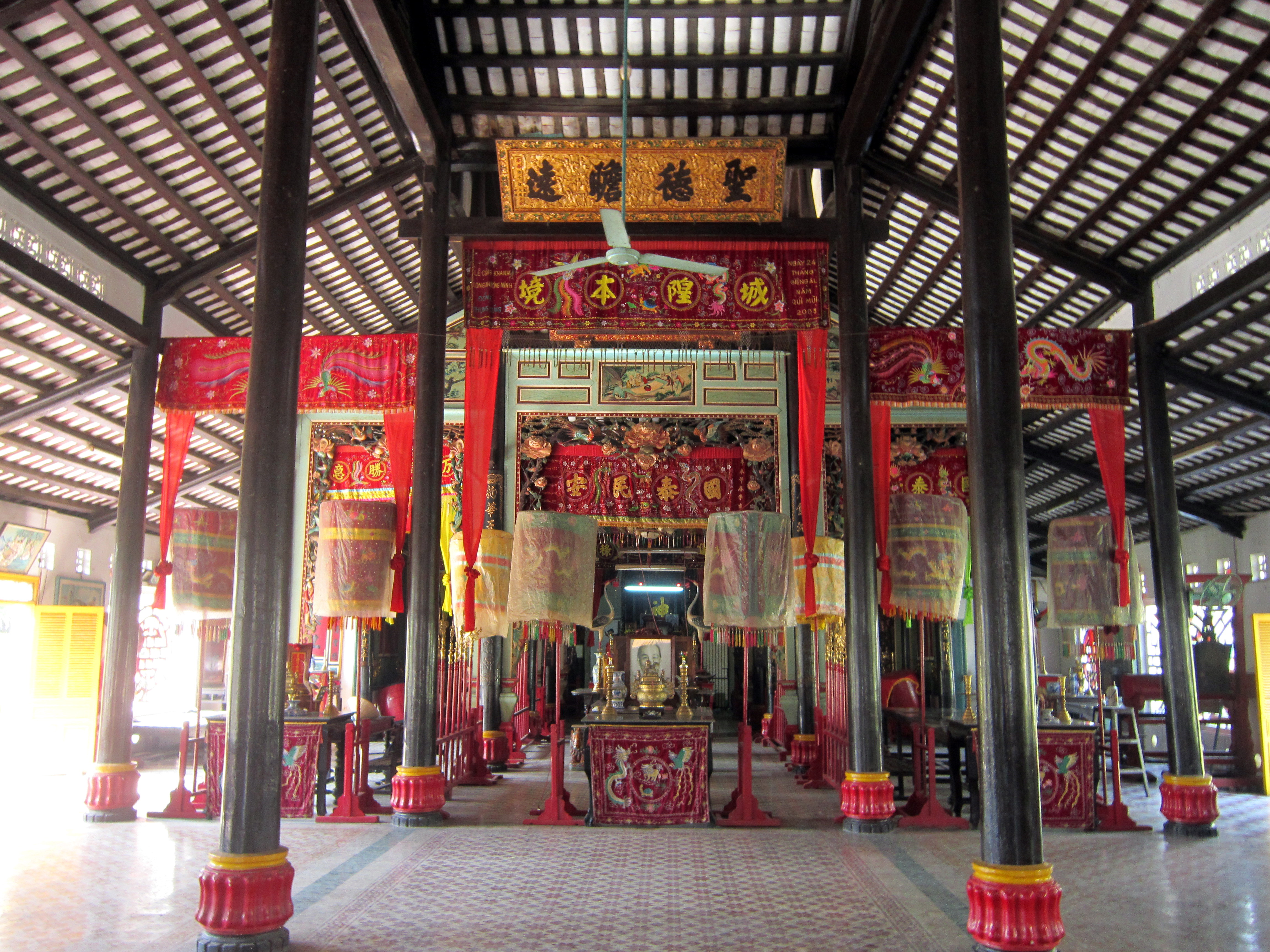
Bên trong đình
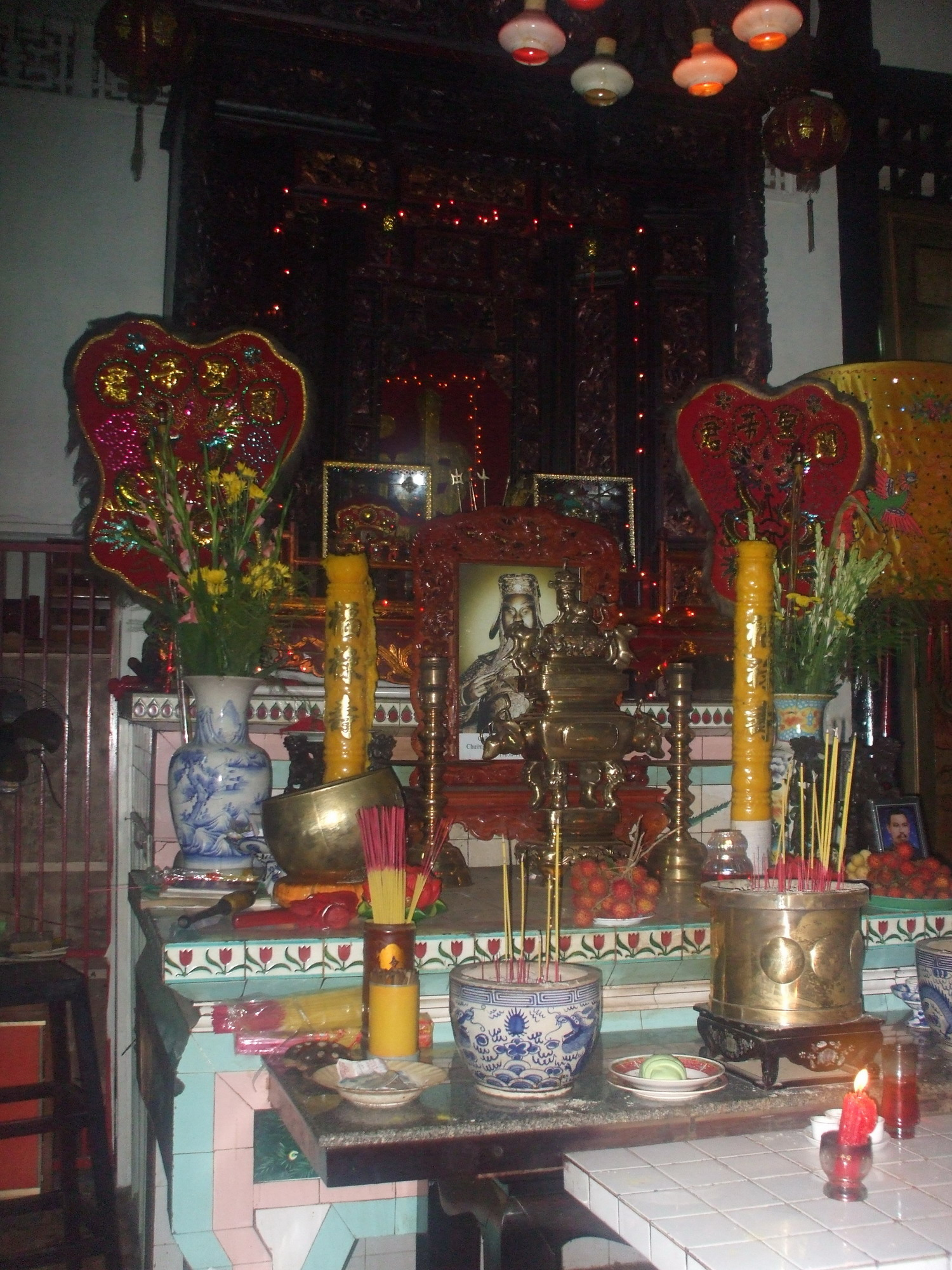
Bàn thờ thần Thành hoàng (Nguyễn Hữu Cảnh)
Ngoài nhìn vào, gian bên trái thờ thần Thị